# Давид Демчук
Давід Демчук (англ. David Demchuk) — канадський драматург і прозаїк, який у 2017 році отримав номінацію на премію Scotiabank Giller за свій дебютний роман «Кістяна мати».

## Біографія
Народився у Вінніпезі, Манітоба, у родині українського походження. У 1984 році він переїхав до Торонто, Онтаріо.
Серед його п'єс «Розалі співає сама» (1985), «Якщо Бетті воскресне» (1985), «Дотик» (1986), «Світ, у якому ми живемо, обертається так, що здається сонце сходить» (1987), "Залишся (1990), «Приєднати» (1991), «Злодії в ночі» (1992) і «Сила винаходу». У 1986 році він отримав спеціальну премію Дори Мейвор Мур за фільм «Дотик». У 1992 році «Дотик» було включено до Making Out, першої антології канадських п'єс гей-письменників, поряд із творами Кена Гарнама, Скай Гілберта, Деніела МакАйвора, Гаррі Рінтула та Коліна Томаса.
Після середини 1990-х років Демчук перестав писати нові п'єси, зосередившись на роботі в Канадській радіомовній корпорації та написанні сценаріїв для радіо, кіно та телебачення. У 1999 році він написав радіодраму «Аліса в кіберпросторі», сучасну переробку "Аліси в Країні Чудес, яка транслювалася в десяти епізодах на радіо CBC «Цього ранку». Його інші радіодрами включали «Аляску», «Острів доктора Моро» та «Зимовий ринок». У червні 2012 року він став автором онлайн-журналу «Torontoist».
«Кістяна мати» був опублікований у 2017 році у ChiZine Publications. Це був перший роман на тему жахів, який отримав номінацію на премію Гіллера, нагороду, яку частіше асоціюють із традиційною літературою, а не з жанровою фантастикою. Книга увійшла до короткого списку фіналістів Премії amazon.ca за перший роман 2018 року. Його новий роман, «RED X», опублікований Strange Light, відбитком Penguin Random House, вийшов 31 серпня 2021 року.